# Джан Мадруґа
Джан Мадруґа  (порт. Djan Madruga, 7 грудня 1958) — бразильський плавець, олімпійський медаліст.

## Виступи на Олімпіадах
| Олімпіада         | Дисципліна                             | Місце     |
| ----------------- | -------------------------------------- | --------- |
| Монреаль 1976     | плавання на 400 метрів вільним стилем  | 4         |
| Монреаль 1976     | плавання на 1500 метрів вільним стилем | 4         |
| Москва 1980       | плавання на 400 метрів вільним стилем  | 4         |
| Москва 1980       | плавання на 1500 метрів вільним стилем | 6 h3 r1/2 |
| Москва 1980       | естафета 4 × 200 вільним стилем        | 3         |
| Москва 1980       | 400 метрів, комплексне плавання        | 5         |
| Лос-Анджелес 1984 | естафета 4 × 100 вільним стилем        | 10        |
| Лос-Анджелес 1984 | естафета 4 × 200 вільним стилем        | 9         |
| Лос-Анджелес 1984 | плавання на 200 метрів на спині        | 12        |